# Aritana
Aritana é uma telenovela brasileira produzida pela extinta Rede Tupi e exibida de 13 de novembro de 1978 a 30 de abril de 1979 em 146 capítulos, às 20 horas.
Foi escrita por Ivani Ribeiro e dirigida por Luiz Gallon, Álvaro Fugulin e Atílio Riccó.
Contou com as atuações de Carlos Alberto Riccelli, Bruna Lombardi, Jaime Barcelos, Tony Correia, John Herbert, Geórgia Gomide, Carlos Vereza e Jorge Dória.
É uma das poucas telenovelas integralmente preservadas da TV Tupi. Todos os capítulos e materiais extras estão preservados pela Cinemateca Brasileira.

## Sinopse
Aritana é filho de uma índia e um homem branco que vive no Xingu. Tem um tio que chama de pai, um rico fazendeiro que não quer dividir com ele a herança e pretende negociar as terras onde vivem os indígenas com um grupo norte-americano. Para defender os interesses dos índios, Aritana vem para a cidade, onde conhece a médica veterinária Estela Bezerra, por quem se apaixona. Conta também a história de Lígia, uma ex-miss que é infeliz no casamento e que abandona a família para acompanhar o marginal Julião.

## Produção
Aritana foi a última novela que Ivani Ribeiro escreveu para a TV Tupi. A autora ousou ao abordar as diferenças que separam a sociedade indígena e a civilizada ao mostrar um romance entre um índio e uma veterinária.
O personagem Aritana foi inspirado no índio brasileiro de mesmo nome, que ficou internacionalmente conhecido por defender as terras do seu povo, no Alto do Xingu, no Mato Grosso. A projeção midiática em cima dele fez com que Ivani Ribeiro se interessasse em escrever uma novela com temática indígena.
Para escrever a novela, Ivani contou com a ajuda dos Irmãos Villas-Bôas (Cláudio, Leonardo e Orlando), notórios sertanistas brasileiros de relevante atuação na defesa dos povos indígenas do país; anteriormente eles já haviam se engajado na causa indígena, sendo inclusive responsáveis pela criação do Parque Indígena do Xingu.
Devido ao seu bom desempenho em Éramos Seis, o ator Carlos Alberto Riccelli foi escolhido para ser o índio protagonista, a pedido da própria Ivani Ribeiro. Bruna Lombardi, que havia estreado na televisão em Sem Lenço, Sem Documento foi a grande aposta da novela no papel de protagonista.
Para se incorporar ao personagem Carlos Alberto Riccelli precisou ser instalado no posto de apoio da Funai no Xingu e começou a conhecer a rotina dos índios da região, inclusive participando dos rituais que eles faziam.

## Elenco
- Carlos Alberto Riccelli .... Aritana
- Bruna Lombardi .... Estela Bezerra
- Jaime Barcelos .... Nhonhô Correia
- Tony Correia .... Lalau (Nicolau Seabra)
- John Herbert .... Danilo Bezerra
- Geórgia Gomide .... Lígia
- Carlos Vereza .... Julião
- Jorge Dória .... Boaventura
- Cleyde Yáconis .... Elza
- Francisco Milani .... Homero
- Márcia Real .... Guiomar Correia
- Wanda Stefânia .... Yara
- Othon Bastos .... Mateus
- Serafim Gonzalez .... Comendador Seabra
- Maria Estela .... Inês Bezerra
- Ana Rosa … Ana Maria
- Amilton Monteiro .... Ademar
- Cristina Mullins .... Paula
- Arlete Montenegro .... Violeta
- Carminha Brandão .... Fani
- Marcos Caruso .... Marcolino
- Denis Derkian .... Tuta
- Suzy Camacho .... Magali Correia
- Roberto Rocco .... Alaor
- Haroldo Botta .... Marquito Bezerra
- Valter Santos .... Ramalho
- Maria Viana .... Celina
- Hilkias de Oliveira .... Pagano
- Eunice Mendes .... Margarida
- Marcelo Pindorf .... Zoca
- Paulo Maia .... Bidu
- Wilson Rabelo .... Pinguim
- João Francisco Garcia .... Wálter
- Vera Paxie .... Verinha
- Carlos Arena .... Dr. Caruso
- Rildo Gonçalves .... Delegado de polícia
- Vera Lima .... Taís

## Trilha sonora
O álbum da trilha sonora da telenovela Aritana foi lançado em 1979 pela Gravações Tupi Associadas com distribuição pela PolyGram em vinil e cassete, reunindo as músicas dos diversos artistas que embalaram as cenas da telenovela, evocando as paisagens exuberantes e a rica cultura indígena abordadas na trama. O álbum inclui canções notáveis como "Indauê Tupã" na voz de Fafá de Belém (que fez parte do álbum de estreia da cantora, Tamba-Tajá), "Krahô" de Marlui Miranda (que serviu como tema de abertura da novela) e "Cara de Índio" de Djavan, além de composições de Paulo André Barata, Iranfe e César Augusto, Ângela Maria, Neuber, Marizinha, Lula Carvalho e José Augusto.
Lista de faixas
| Lado A |                                  |                                                   |                        |         |  |
| N.º    | Título                           | Compositor(es)                                    | Intérprete(s)          | Duração |  |
| 1.     | "Indauê Tupã"                    | Paulo André Ruy Barata                            | Fafá de Belém          | 02:35   |  |
| 2.     | "Mais Selvagem Que Você"         | Iranfe César Augusto                              | Iranfe & César Augusto | 03:38   |  |
| 3.     | "Krahô" (Tema de abertura)       | Marlui Miranda (adaptação de tema indígena Krahô) | Marlui Miranda         | 04:05   |  |
| 4.     | "Pacará"                         | Paulo André Ruy Barata                            | Paulo André Barata     | 03:05   |  |
| 5.     | "Amélia de Você" (Tema de Lígia) | Elena de Grammont Eliane de Grammont              | Ângela Maria           | 04:18   |  |
| 6.     | "Pegadas"                        | Neuber Dilene                                     | Neuber                 | 02:35   |  |

| Lado B |                                     |                                                   |                                                             |         |  |
| N.º    | Título                              | Compositor(es)                                    | Intérprete(s)                                               | Duração |  |
| 7.     | "Cara de Índio" (Tema de Aritana)   | Djavan                                            | Djavan                                                      | 04:08   |  |
| 8.     | "Nativo" (Tema de Aritana e Estela) | Paulo André Ruy Barata                            | Paulo André Barata (participação especial de Fafá de Belém) | 03:36   |  |
| 9.     | "Fama de Herói"                     | Iranfe César Augusto                              | Iranfe & César Augusto                                      | 02:30   |  |
| 10.    | "Quanto Mais Te Vejo"               | Mariozinho Rocha Paulo Sérgio Valle Renato Corrêa | Marizinha                                                   | 04:05   |  |
| 11.    | "Coisas da Vida"                    | Rosinha de Valença                                | Lula Carvalho                                               | 02:22   |  |
| 12.    | "Meu Destino é Você"                | Augusto Cesar Miguel Paulo Sérgio Valle Bentana   | José Augusto                                                | 03:36   |  |